# Honeymoon
«Honeymoon» (укр. «Медовий місяць») — четвертий студійний альбом американської співачки Лани Дель Рей. У грудні 2014 року Лана дала інтерв'ю для журналу «Galore», де згадала, що вже була в студії і розпочала запис нового альбому. Вихід альбому був анонсований в інтерв'ю журналу «Billboard», яке було опубліковано 6 січня 2015 року. На момент інтерв'ю (2 січня 2015 р) вже було записано 9 пісень. Лана почала планувати його через два місяці після виходу «Ultraviolence».
Для альбому «Honeymoon» співачка співпрацювала з своїми минулими продюсерами, включаючи Ріка Ноуелса.

## Виробництво
Перша інформація про роботу над четвертим альбомом з'явилася завдяки самій Лані Дель Рей. Вона дала інтерв'ю для журналу «Galore» в грудні 2014 року та розповіла, що кілька пісень вже готові. На концерті в Вашингтоні 25 травня 2015 року, співачка сказала, що альбом готується до випуску у вересні 2015 року: 
|  | Я написала дві пісні для фільму Тіма Бертона і Харві Вайнштейна, який називається «Великі очі», і також працюю над новим альбомом. |

За місяць до цього співачка повідомила, що обкладинка альбому вже готова і була знята в квітні. 21 серпня 2015 Лана опублікувала обкладинку альбому, де вона сидить в автомобілі Starline Tours, спеціальному автобусі туристичної компанії в містах Північної Америки. Сама співачка Лана Дель Рей одягнена в білу сорочку з короткими рукавами, на її голові червоний капелюх у стилі сімдесятих. Кольори, які використовуються на обкладинці були відзначені як посилання на прапор               США. Фотографом до альбому «Honeymoon» став американець Ніл Крюг.
2 січня 2015 Лана Дель Рей дала маленьке інтерв'ю для видання «Billboard», де зізналася про вихід нового альбому. На момент інтерв'ю було записано лише 9 пісень. Співачка заявила, що майже всі вони увійдуть до нового альбому, в тому числі «Honeymoon» і «High by the Beach»:
|  | Він дуже відрізняється від моєї останньої роботи і буде скоріше схожий на дві перші платівки, «Born to Die» і «Paradise». Я закінчила роботу над «Ultraviolence» в березні, а випустила її в червні, після чого у мене з'явилася ціла купа нових ідей. Я насолоджуюся зануренням в похмурішу атмосферу, створюючи свій новий лонгплей. Альбом буде хорошим. |

Так само в інтерв'ю для цього ж журналу, Лана сказала, що записала кавер-версію пісні «Don't Let Me Be Misunderstood», яку в оригіналі виконує співачка Ніна Сімон. До цього, в попередній альбом Лани — «Ultraviolence» (2014) вже увійшла кавер-версія іншої пісні Сімон «The Other Woman». Лана зізналася, що є прихильницею співачки.

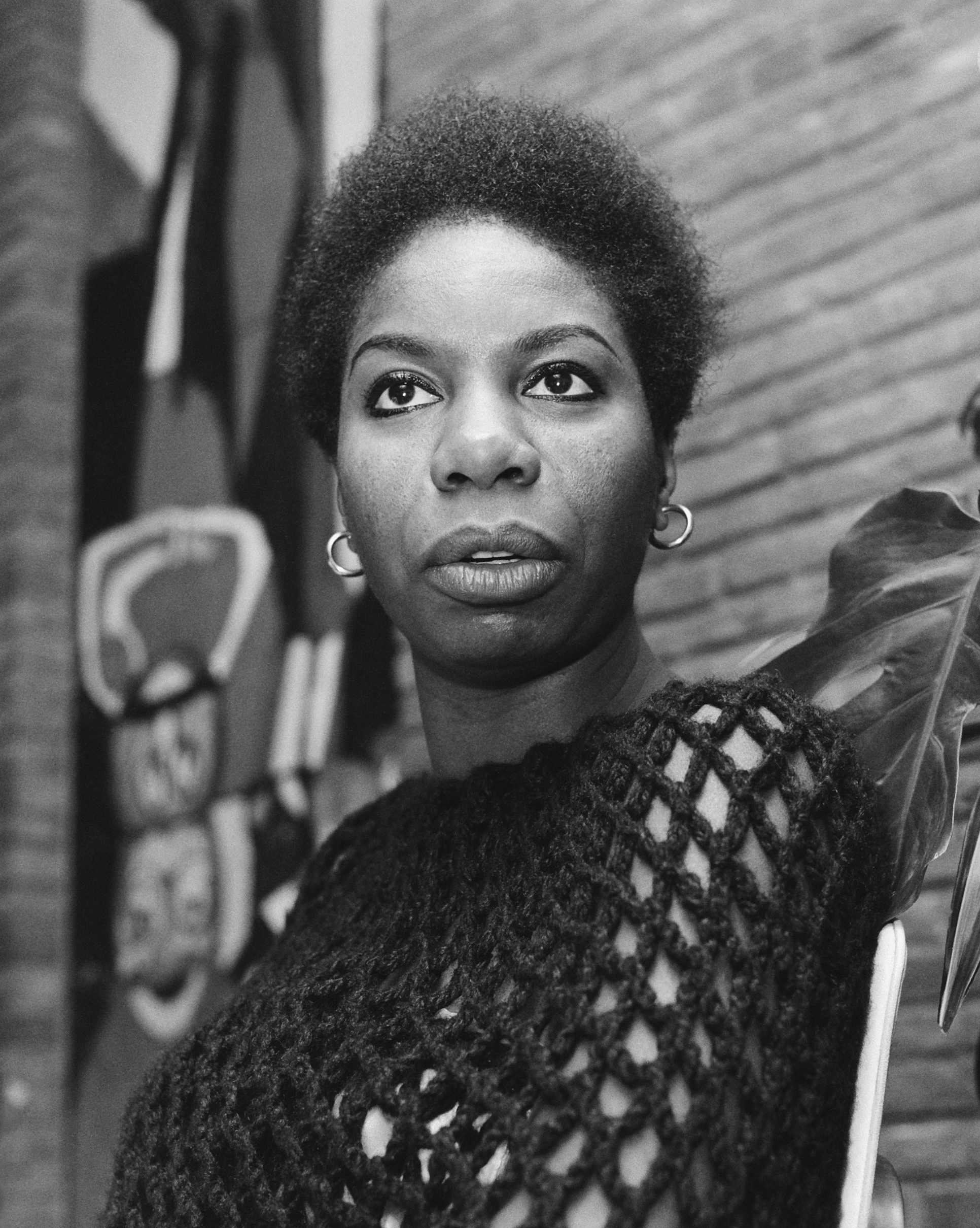
Заключний трек альбому — кавер-версія на пісню Ніни Сімон.

У грудні 2014 року Лана Дель Рей оголосила про американський концертний тур під назвою «The Endless Summer Tour», який розпочався у травні 2015 року. Протягом усього туру Лана виконувала нову пісню «Honeymoon». Більше нових пісень вона не представляла. Саме на одному з цих концертів співачка сказала, що вихід альбому переноситься на вересень 2015 року, у зв'язку із записом нових пісень.
У червні 2015 в соціальній мережі Instagram був активований офіційний акаунт альбому, який нині (липень 2022) має понад 2.1 мільйонів підписників. 6 липня 2015 відео з прем'єрною піснею на YouTube було заблоковано на день у зв'язку з порушенням авторських прав компанії Universal Music Group. Після його розблокували. На транспортному засобі у відео видно номер телефону, на який, відповідно до Stereogum, можна подзвонити. Під час дзвінку можна почути монологи Лани Дель Рей. Опісля, вам пропонують послухати пісню «Terrence Loves You» або «Honeymoon».
Альбом записувся 2014-2015 рр. в студії «Electric Lady Studios» (Нью-Йорк) та «The Green Building» (Санта-Моніка) й став доступний для замовлення 21 серпня, відразу посівши перші місця в американському iTunes Store.
Продюсерували альбом Лана Дель Рей, Рік Новелс, Кірон Мензис, Даніель Хіт. 

## Реліз
14 липня 2015 Лана Дель Рей презентувала трек «Honeymoon». 4 серпня 2015 співачка анонсувала в соціальній мережі Instagram вихід нового лід-синглу з альбому «Honeymoon» — «High by the Beach», написавши, що він вийде 10 серпня 2015 на її офіційному акаунті в YouTube. Через чотири дні нова пісня Лани Дель Рей «High by the Beach» була незаконно злита в мережу. Офіційний реліз відбувся 10 серпня в додатку Apple Music за тихоокеанським часом. Сама співачка ніяк не коментувала цю ситуацію. Після виходу пісні, на YouTube почалися масові публікації нового лід-синглу з альбому, після чого компанія IFPI заблокувала всі відео з піснею у зв'язку з порушенням авторських прав.

14 серпня Лана Дель Рей опублікувала у своєму Instagram промо-фото з її зображення у вигляді рекламного білборда, підписавши фото датою: «18 вересня 2015». 18 серпня 2015 журналісти запитали Лану Дель Рей, яка її найулюбленіша пісня з нового альбому. Вона назвала назву нової пісні («Terrence Loves You»). Потім журналіст знову запитав Лану: «Чому?» На що співачка відповіла: «Тому що вона у стилі джаз». 

Американський прапор використовується для обкладинки вінілової платівки і цифрового буклету альбому «Honeymoon»

20 серпня того ж року у своєму офіційному акаунті в Instagram Лана Дель Рей опублікувала пост й повідомила, що передзамовлення альбому буде доступне 21 серпня. Так само вона опублікувала міні-тизер кліпу на сингл «Terrence Loves You» (хоча відеокліп так і не був опублікований). Також Дель Рей опублікувала офіційний трек-лист, що складається з 14 пісень. Наступного дня відбувся офіційний реліз абсолютно нової і найулюбленішої пісні самої Лани Дель Рей — «Terrence Loves You».  Її реліз відбувся в iTunes Store. Тоді ж з'явилося передзамовлення на альбом, проте тільки для США і Канаді.
7 вересня 2015 відбувся офіційний реліз промо-синглу «Honeymoon», а за два дні до цього Дель Рей опублікувала обкладинку до нього в Instagram. 9 вересня 2015 Лана Дель Рей оголосила, що прем'єра треку «Music to Watch Boys To» буде на Beats 1. Сингл офіційно вийшов 11 вересня 2015. 15 вересня 2015 відбувся реліз промо-сиглу «Salvatore».
17 вересня 2015 альбом «Honeymoon» став доступним для прослуховування iTunes Store і Apple Music. Наприкінці січня наступного року Лана Дель Рей в своєму акаунті Instagram анонсувала вихід відеокліпу на сингл «Freak» найближчим часом, так само опублікувавши дві промо-фотографії до відеокліпу, які були зроблені на зйомках. Саме знімання пройшло 19 січня 2016 року у Лос-Анджелесі. У кліпі знімалися американський співак, гітарист і друг Лани — Father John Misty, і дівчата з відеокліпу «Music to Watch Boys To». Співачка розповіла, що кліп вийде в мережі 9 лютого 2016 року і в цей же день о 9 годині вечора в театрі The Wiltern (Лос-Анджелес, Каліфорнія) відбудеться прес-показ і прем'єра відеокліпу на сингл. На прем'єрі у театрі було понад 1800 чоловік. 10 лютого 2016 року вранці (близько восьмої години ранку за Київським часом) на каналі Vevo YouTube глядачі побачили відеокліп на сингл.

## Список композицій
| №   | Назва пісні                     | Композитор                                   | Тривалість | Випущено        | Жанр                       | Продюсер                   | Лейбли              |
| --- | ------------------------------- | -------------------------------------------- | ---------- | --------------- | -------------------------- | -------------------------- | ------------------- |
| 1.  | «Honeymoon»                     | Лана Дель Рей, Рік Новелс                    | 5:55       | 7 вересня 2015  | Дрим-поп, бароко-поп, джаз | Рік Новелс, Кірон Мензис   | Interscope, Polydor |
| 2.  | «Music to Watch Boys To»        | Лана Дель Рей, Рік Новелс                    | 4:50       | 11 вересня 2015 | Дрим-поп, бароко-поп       | Рік Новелс, Кірон Мензис   | Interscope, Polydor |
| 3.  | «Terrence Loves You»            | Лана Дель Рей, Рік Новелс                    | 4:50       | 21 серпня 2015  | Джаз, дрим-поп, бароко-поп | Даніель Хіт, Кірон Мензис  | Interscope, Polydor |
| 4.  | «God Knows I Tried»             | Лана Дель Рей, Рік Новелс                    | 4:40       | 18 вересня 2015 | Дрим-поп                   | Рік Новелс, Кірон Мензис   | Interscope, Polydor |
| 5.  | «High by the Beach»             | Лана Дель Рей, Рік Новелс, Кірон Мензис      | 4:18       | 10 серпня 2015  | Треп, дрим-поп             | Кірон Мензис, Даніель Хіт  | Interscope, Polydor |
| 6.  | «Freak»                         | Лана Дель Рей, Рік Новелс                    | 4:55       | 9 лютого 2016   | Дрим-поп, треп             | Рік Новелс, Кірон Мензис   | Interscope, Polydor |
| 7.  | «Art Deco»                      | Лана Дель Рей, Рік Новелс                    | 4:55       | 18 вересня 2015 | Треп, дрим-поп, джаз       | Рік Новелс, Кірон Мензис   | Interscope, Polydor |
| 8.  | «Burnt Norton (Interlude)»      | Томас Стернз Еліот, Кефус Синція             | 1:21       | 18 вересня 2015 | Дрим-поп                   | Кефус Синція, Кірон Мензис | Interscope, Polydor |
| 9.  | «Religion»                      | Лана Дель Рей, Рік Новелс                    | 5:23       | 18 вересня 2015 | Дрим-поп, треп             | Рік Новелс, Кірон Мензис   | Interscope, Polydor |
| 10. | «Salvatore»                     | Лана Дель Рей, Рік Новелс, Даніель Хіт       | 4:41       | 15 вересня 2015 | Дрим-поп, бароко-поп       | Рік Новелс, Кірон Мензис   | Interscope, Polydor |
| 11. | «The Blackest Day»              | Лана Дель Рей, Рік Новелс                    | 6:05       | 18 вересня 2015 | Дрим-поп                   | Рік Новелс, Кірон Мензис   | Interscope, Polydor |
| 12. | «24»                            | Лана Дель Рей, Рік Новелс                    | 4:55       | 18 вересня 2015 | Дрим-поп, бароко-поп       | Рік Новелс, Кірон Мензис   | Interscope, Polydor |
| 13. | «Swan Song»                     | Лана Дель Рей, Рік Новелс                    | 5:23       | 18 вересня 2015 | Дрим-поп                   | Рік Новелс, Кірон Мензис   | Interscope, Polydor |
| 14. | «Don't Let Me Be Misunderstood» | Бенні Бенджамін, Глорія Келдвелл, Сол Маркус | 3:01       | 18 вересня 2015 | Дрим-поп                   | Рік Новелс, Кірон Мензис   | Interscope, Polydor |

## Звучання
Пісні альбому «Honeymoon» характеризуються на жанрі дрим-поп, але містять в собі музичні течії з елементами бароко-попу та треп-музики. Також композиції з альбому є з загальним впливом джаз-музики, це сильно відчутно в піснях «Honeymoon», «Terrence Loves You» і «Art Deco». Переважна кількість пісень притаманна американській естраді 1960-х рр. (ретро-стиль). «Honeymoon» був охарактеризований як найскладніший альбом Дель Рей.

## Відеокліпи
13 серпня 2015 було випущено кліп Лани на пісню «High by the Beach».
8 вересня 2015 Лана Дель Рей опублікувала трейлер альбому. В трейлері звучать фрагменти пісень: «Terrence Loves You», «Music to Watch Boys To», «Freak», «High by the Beach». 
30 вересня 2015 вийшов кліп до пісні «Music to Watch Boys To», а 9 лютого 2016 року вийшов офіційний відеокліп на сингл «Freak».

## Реакція і критика
Четвертий студійний альбом співачки отримав здебільшого позитивні відгуки від шанувальників та від критиків й став дуже популярним. На сайті Metacritic альбом отримав 80/100 балів, заснованих на 8 рецензіях. Газета «The Independent» дала «Honeymoon» позитивну оцінку, тобто 4 з 5 зірок. Журнал «The Guardian» написав хороший відгук, при цьому поставивши альбому теж 4 з 5 зірок.
«The Telegraph» нагородив альбом оцінкою 4 з 5 зірок і похвалив команду за оригінальні і чудові аранжування в альбомі. Журнал «Evening Standard» так само добре оцінив альбом, поставивши йому 5 зірок з 5 і додавши, що: «голос Лани Дель Рей і сама вона плавно розбухає в океані туги».
Нік Левін з TimeOut розглядає «Honeymoon» в рецензії так: 
|  | Цей альбом — це неначе відхід від «жорсткого» тону «Ultraviolence», який можна схарактеризувати як зібрання кінематографічних рядків з дзвінкою гітарою і вишукано нещасними мелодіями. |

Схвальні оцінки альбом «Honeymoon» отримав і від українських критиків. Зокрема, журналісти музичного порталу Inspired писали: «У новому альбомі міс Дель Рей нема нічого нового — лише пісні про нещасливе кохання. Хоча це досі робить співачку особливою пташкою на верхівці музичного Олімпу».